# あら!その瞬間よ
『あら! その瞬間よ』（あら そのしゅんかんよ）は、1930年（昭和5年）5月24日、帝国劇場で公開された斎藤寅次郎監督による日本の長篇劇映画である。松竹蒲田撮影所製作、松竹キネマ配給。

## キャスト
- 新井淳
- 青木富夫
- 竜田静枝
- 吉川満子

## スタッフ
- 監督 : 斎藤寅次郎
- 原作・脚本 : 吉田百助
- 撮影 : 武富善男

## 主題歌
- 「アラその瞬間よ」 歌：藤野豊子、作詞：松竹蒲田音楽部、作曲：松下庄三郎